# Gustavo Pascual Falcó
Gustavo Pascual Falcó (Cocentaina, España, 15 de mayo de 1909 - Cocentaina, 17 de abril de 1946) fue un compositor, conocido especialmente por sus pasodobles Paquito el Chocolatero y El Bequetero.

## Biografía
Gustavo Pascual Falcó nació en Cocentaina (Alicante) el 15 de mayo de 1909. Sus padres fueron José Pascual Martí y Patrocinio Falcó Ferrer; fue el último hijo del matrimonio y el tercero por orden cronológico, después de Patrocinio y José.
Su padre poseía cierta formación (tomando la media de la época) pues sabía leer y escribir correctamente. Este ambiente instructivo es trasladado a sus hijos, y Gustavo sigue unos estudios primarios básicos que le ayudarán en su posterior formación musical. Ya desde pequeño Gustavo fue un niño enfermizo, de salud delicada. Esta condición anómala le marcará el resto de su vida.
Tenía un carácter introvertido, bastante serio y lleno de responsabilidad. Algo de ambiente musical tuvo en su familia, pues su padre fue presidente de la rondalla “La Paloma”. Pero en el caso de Gustavo su afición por la música fue algo que surgió desde el interior de su yo, lo que algunos denominan vocación. Desde pequeño acude a clases de solfeo. Su primer maestro fue Antonio Pérez, padre de Enrique Pérez Margarit, que a la vez será maestro y gran amigo de Gustavo.
Ya iniciado en los primeros pasos musicales, tuvo que decantarse por un instrumento para empezar sus prácticas: el clarinete, del que llegará a ser un virtuoso instrumentista.
A los diez años ya tocaba en la banda municipal de su pueblo y a los 14 años dominaba hasta tal punto este instrumento que era ya solista de clarinete. Resultaba gracioso ver a un niño tan pequeño tocar tan bien. Parecía que el instrumento le pudiera a él, cuando en realidad era todo lo contrario. Para él no existían secretos mecánicos, poseía una gran facilidad digitativa, sonoridad y limpieza de ejecución.
Al ser persona de salud endeble y enfermiza, sus padres no le permitieron salir fuera de Cocentaina para cursar estudios musicales. Esta es una de las cosas que más marcan la vida de Gustavo, pues si al ingenio que ya poseía, se le hubiera dado una educación musical adecuada, podemos afirmar con seguridad que sus composiciones habrían aumentado de número, habría comenzado a una edad más temprana a componer y su técnica habría sido más depurada.[cita requerida]